# Аннаты
Аннаты (лат. annatae) — сбор в пользу папской казны, взимавшийся с тех лиц, которые получали от папы пребенду (то есть право на доход с церковной должности). 
Первоначально лишь экстраординарный или временный, сбор этот со времени Бонифация IX, во второй половине XIV века, стал правильным и постоянным, получив и своё название «аннат». Аннат равнялся или полному годовому (отсюда и название) доходу пребенды, или половине его. 
Таким образом, вопреки общепризнанному прежде церковному правилу, что таинство посвящения должно совершаться безвозмездно, установилась формальная податная система, по которой поставленные папою архиепископы, епископы и аббаты должны были уплатить ему servitia communia — в размере годового дохода и, кроме того, еще канцелярские расходы (servitia minuta); с низших, оцененных свыше 24 золотых гульденов, пребенд платились аннаты в собственном смысле и, наконец, со всех розданных навсегда пребенд каждые 15 лет взималась quindennia. 
В Германии оба последних рода аннатов никогда не были вполне признаны, так как германские пребенды по спискам всегда оценивались ниже указанной цифры и насчет servitia шли беспрестанные споры до отмены немецкого церковного устройства вследствие решения имперской депутации. Подобным же образом обстояло дело во Франции, Испании, Бельгии и Польше. 
В новейших конкордатах отдельных немецких земель с папским престолом, отчасти в противоречии с другими соглашениями, аннаты снова были восстановлены для высших церковных должностей. Существовавшие некоторое время и для вакантных пребенд аннаты в размере полугодового дохода были отменены по инициатива папы римского Мартина V уже в 1418 году на Констанцском соборе, решение которого окончательно утвердил собор Базельский.